# Distretto di Dongchangfu
Il distretto di Dongchangfu (德城区S, Dōngchāngfǔ QūP) è un distretto della Cina, situato nella provincia dello Shandong e amministrato dalla prefettura di Liaocheng.